# Andrena acrana
Andrena acrana är en biart som beskrevs av Warncke 1967. Andrena acrana ingår i släktet sandbin, och familjen grävbin. Inga underarter finns listade i Catalogue of Life.